# María Corbera Muñoz
María Corbera Muñoz (Madrid, 20 de noviembre de 1991) es una deportista española que compite en piragüismo en la modalidad de aguas tranquilas.
Ganó seis medallas en el Campeonato Mundial de Piragüismo entre los años 2021 y 2023, y ocho medallas en el Campeonato Europeo de Piragüismo entre los años 2022 y 2025.
En los Juegos Europeos de Cracovia 2023 consiguió tres medallas, plata en C1 500 m y C2 500 m y bronce en C1 200 m.
Participó en los Juegos Olímpicos de París 2024, ocupando el sexto lugar en la prueba de C2 200 m.
Estudió Ciencias de la Actividad Física y el Deporte en la Universidad de Sevilla.

## Palmarés internacional
| Campeonato Mundial | Campeonato Mundial       | Campeonato Mundial | Campeonato Mundial |
| Año                | Lugar                    | Medalla            | Competición        |
| ------------------ | ------------------------ | ------------------ | ------------------ |
| 2021               | Copenhague (Dinamarca)   | Medalla de oro     | C2 200 m           |
| 2022               | Halifax (Canadá)         | Medalla de plata   | C1 200 m           |
| 2022               | Halifax (Canadá)         | Medalla de bronce  | C1 5000 m          |
| 2023               | Duisburgo (Alemania)     | Medalla de plata   | C1 500 m           |
| 2023               | Duisburgo (Alemania)     | Medalla de plata   | C2 200 m           |
| 2023               | Duisburgo (Alemania)     | Medalla de plata   | C2 500 m           |
| Juegos Europeos    |                          |                    |                    |
| Año                | Lugar                    | Medalla            | Competición        |
| 2023               | Cracovia (Polonia)       | Medalla de plata   | C1 500 m           |
| 2023               | Cracovia (Polonia)       | Medalla de plata   | C2 500 m           |
| 2023               | Cracovia (Polonia)       | Medalla de bronce  | C1 200 m           |
| Campeonato Europeo |                          |                    |                    |
| Año                | Lugar                    | Medalla            | Competición        |
| 2022               | Múnich (Alemania)        | Medalla de oro     | C1 500 m           |
| 2022               | Múnich (Alemania)        | Medalla de oro     | C1 5000 m          |
| 2022               | Múnich (Alemania)        | Medalla de plata   | C2 200 m           |
| 2024               | Szeged (Hungría)         | Medalla de oro     | C2 200 m           |
| 2024               | Szeged (Hungría)         | Medalla de bronce  | C1 500 m           |
| 2025               | Račice (República Checa) | Medalla de oro     | C4 500 m mixto     |
| 2025               | Račice (República Checa) | Medalla de plata   | C1 5000 m          |
| 2025               | Račice (República Checa) | Medalla de bronce  | C1 500 m           |